# Cesaphasma
Cesaphasma is een geslacht van Phasmatodea uit de familie Pseudophasmatidae. De wetenschappelijke naam van dit geslacht is voor het eerst geldig gepubliceerd in 2010 door Koçak & Kemal.

## Soorten
Het geslacht Cesaphasma omvat de volgende soorten:
- Cesaphasma modestum (Piza, 1985)
- Cesaphasma servillei (Zompro, 2000)
- Cesaphasma venilia (Westwood, 1859)